# Tim Smyczek
Tim Smyczek (Milwaukee, 3 de Dezembro de 1987) é um ex-tenista profissional estadunidense, seu melhor ranking de 68º em simples, pela ATP.
Anunciou aposentadoria em 2019. Seu último jogo foi pelo US Open do mesmo ano, em 29 de agosto, quando perdeu na primeira rodada de duplas.

## Finais no circuito ATP

### Duplas: 1 (1 vice)
| Status | V-D | Data                | Torneio                 | Piso  | Parceiro       | Adversários                          | Resultado         |
| ------ | --- | ------------------- | ----------------------- | ----- | -------------- | ------------------------------------ | ----------------- |
| Vice   | 0–1 | 15 de julho de 2013 | Newport, Estados Unidos | grama | Rhyne Williams | Nicolas Mahut Édouard Roger-Vasselin | 7–64, 2–6, [5–10] |

## Finais no circuito Challenger

### Simples: 2 (2 vices)
| Legenda               |
| ATP Challenger Series |

| N. | Data       | Torneio          | Piso | Oponente na final | Placar da final |
| 1. | 29.06.2009 | Winnetka, EUA    | Duro | Alex Kuznetsov    | 4–6, 6–7(1)     |
| 2. | 22.03.2010 | Rimouski, Canada | Duro | Rik de Voest      | 0–6, 5–7        |